# Конный спорт на летних Олимпийских играх 1952
Соревнования по конному спорту на летних Олимпийских играх 1952 года проходили с 28 июля по 3 августа. Спортсмены состязались в выездке, троеборье и конкуре, как в личном, так и в командном зачёте.

## Общий медальный зачёт
| Место | Страна         | Золото | Серебро | Бронза | Всего |
| ----- | -------------- | ------ | ------- | ------ | ----- |
| 1     | Швеция         | 4      | 0       | 0      | 4     |
| 2     | Франция        | 1      | 1       | 1      | 3     |
| 3     | Великобритания | 1      | 0       | 0      | 1     |
| 4     | Чили           | 0      | 2       | 0      | 2     |
| 5     | Германия       | 0      | 1       | 3      | 4     |
| 6     | Дания          | 0      | 1       | 0      | 1     |
| 6     | Швейцария      | 0      | 1       | 0      | 1     |
| 8     | США            | 0      | 0       | 2      | 2     |

## Медалисты
Сразу два призёра турнира конников на Играх 1952 года дожили до 100 лет — немец Вилли Бюзинг и американец Джон Расселл.
| Дисциплина                     | Золото                                                               | Серебро                                                       | Бронза                                                  |
| ------------------------------ | -------------------------------------------------------------------- | ------------------------------------------------------------- | ------------------------------------------------------- |
| Выездка Личное первенство      | Хенри Сен-Сир Швеция                                                 | Лис Хартель Дания                                             | Андре Жуссом Франция                                    |
| Выездка Командное первенство   | Швеция · Хенри Сен-Сир · Густаф Адольф Больтенстерн · Енелль Перссон | Швейцария · Готтфрид Трахзель · Анри Шаммартен · Густав Фишер | Германия · Хайнц Поллай · Ида фон Нагель · Фриц Тидеман |
| Троеборье Личное первенство    | Ханс фон Бликсен-Финеке Швеция                                       | Ги Лефран Франция                                             | Вилли Бюзинг Германия                                   |
| Троеборье Командное первенство | Швеция · Ханс фон Бликсен-Финеке · Улоф Стахре · Фольке Фрёлен       | Германия · Вилли Бюзинг · Клаус Вагнер · Отто Роте            | США · Чарлз Хью-мл. · Уолтер Стейли-мл. · Джон Уоффорд  |
| Конкур Личное первенство       | Пьер-Жонкер д’Ориола Франция                                         | Оскар Кристи Чили                                             | Фриц Тидеман Германия                                   |
| Конкур Командное первенство    | Великобритания · Гарри Ллевеллин · Дуглас Стюарт · Уилфред Уайт      | Чили · Оскар Кристи · Сесар Мендоса · Рикардо Эчеверриа       | США · Уильям Стейнкраус · Артур Маккэшин · Джон Рассел  |